# Trofeo Alcarria
El Trofeo Alcarria es un torneo amistoso de fútbol que se celebra en Guadalajara, España y que organiza el Club Deportivo Guadalajara todos los años desde 1975. Se disputa al principio de la temporada, en los meses de agosto o septiembre.
Tradicionalmente el torneo lo disputaban cuatro equipos, con semifinales, partido por el tercer puesto y final, y en alguna ocasión se ha disputado en formato triangular. Sin embargo, durante los últimos años se viene disputando a partido único entre el anfitrión, el Club Deportivo Guadalajara, y el equipo invitado. 

## Ediciones
| Año       | Edición | Campeón                    | Subcampeón                        | Resultado    |
| --------- | ------- | -------------------------- | --------------------------------- | ------------ |
| 1975      | I       | Atlético Madrileño         | CD Guadalajara                    | 5-2          |
| 1976      | II      | Atlético Madrileño         | CD Guadalajara                    | 1-1 (p.)     |
| 1977      | III     | Club Getafe Deportivo      | CD Guadalajara                    | 1-1 (p.)     |
| 1978      | IV      | CD San Fernando de Henares | CD Azuqueca                       | 4-2          |
| 1979      | V       | Queens Park Rangers FC     | AD Alcorcón                       | 3-2          |
| 1980      | VI      | Nottingham Forest FC       | Tottenham Hotspur FC              | 2-0          |
| 1981      | VII     | Nottingham Forest FC       | RSD Alcalá                        | 2-0          |
| 1982      | VIII    | UD Salamanca               | RSD Alcalá                        | 1-0          |
| 1983      | IX      | RSD Alcalá                 | CD Guadalajara                    | 5-3          |
| 1984      | X       | CD Guadalajara             | CD San Fernando de Henares        | 7-1          |
| 1985      | XI      | CD Azuqueca                | CD Guadalajara                    | 2-1          |
| 1986      | XII     | Valencia CF                | Sestao SC CD Guadalajara          | Triangular   |
| 1987      | XIII    | AD Parla                   | CD Guadalajara CD Azuqueca        | Triangular   |
| 1988      | XIV     | CD Azuqueca                | CD Guadalajara CD Marchamalo      | Triangular   |
| 1989      | XV      | RSD Alcalá                 | CD Guadalajara                    | 2-1          |
| 1990      | XVI     | Real Madrid Castilla CF    | RSD Alcalá CD Guadalajara         | triangular   |
| 1991      | XVII    | CD Azuqueca                | CD Guadalajara                    | 1-0          |
| 1992      | XVIII   | Rayo Vallecano de Madrid   | CD Guadalajara                    | 5-0          |
| 1993      | XIX     | CF Rayo Majadahonda        | CD San Fernando de Henares        | 1-1 (p.)     |
| 1994      | XX      | CF Rayo Majadahonda        | CD Guadalajara                    | 3-1          |
| 1995      | XXI     | DAV Santa Ana              | CF Rayo Majadahonda               | 2-0          |
| 1996      | XXII    | RSD Alcalá                 | DAV Santa Ana                     | 2-2 (pen)    |
| 1997      | XXIII   | Cádiz CF                   | Sevilla FC CD Guadalajara         | Triangular   |
| 1998      | XXIV    | CP Mérida                  | CD Guadalajara                    | 6-0          |
| 1999      | XXV     | CD Guadalajara             | CD Sigüenza                       | 2-1          |
| 2000      | XXVI    | Real Oviedo                | CD Guadalajara                    | 2-1          |
| 2001      | XXVII   | CD Guadalajara             | CD Sigüenza Sporting Cabanillas   | Triangular   |
| 2002      | XXVIII  | CD Numancia de Soria       | CD Guadalajara                    | 2-1          |
| 2003      | XXIX    | Atlético de Madrid         | CD Guadalajara                    | 6-1          |
| 2004      | XXX     | Real Madrid CF B           | CD Guadalajara                    | 2-0          |
| 2005      | XXXI    | Rayo Vallecano             | CD Guadalajara                    | 3-1          |
| 2006      | XXXII   | CD Guadalajara             | UD San Sebastián de los Reyes     | 2-1          |
| 2007      | XXXIII  | Real Madrid Castilla CF    | CD Guadalajara                    | 1-0          |
| 2008      | XXXIV   | Real Valladolid            | CD Guadalajara                    | 3-1          |
| 2009      | XXXV    | Getafe CF                  | CD Guadalajara                    | 3-2          |
| 2010      | XXXVI   | Rayo Vallecano             | CD Guadalajara                    | 0-0 (p.)     |
| 2011      | XXVII   | CD Guadalajara             | Selección de Castilla-La Mancha   | 3-2          |
| 2012      | XXXVIII | CD Guadalajara             | Rayo Vallecano                    | 2-2 (4-2 p.) |
| 2013      | XXXIX   | CD Guadalajara             | RSD Alcalá                        | 1-0          |
| 2014      | XL      | CD Guadalajara             | CD Marchamalo                     | 4-0          |
| 2015      | -       | Suspendido                 |                                   |              |
| 2016      | -       | Suspendido                 |                                   |              |
| 2017      | XLI     | CD Leganés                 | CD Guadalajara                    | 3-1          |
| 2018-2020 | -       | Suspendido                 |                                   |              |
| 2021      | XLII    | CD Marchamalo              | CD Guadalajara AD Hogar Alcarreño | Triangular   |
| 2022      | -       | Suspendido                 |                                   |              |
| 2023      | XLIII   | Atlético de Madrid B       | CD Guadalajara                    | 1-0          |

- En las ediciones en formato triangular, aparecen subcampeón y tercer equipo.

## Palmarés
| Equipo                                   | Títulos | Subtítulos | Años Campeón                                    |
| ---------------------------------------- | ------- | ---------- | ----------------------------------------------- |
| C. D. Guadalajara                        | 8       | 21         | 1984, 1999, 2001, 2006, 2011, 2012, 2013, 2014. |
| Atlético Madrileño / Atlético de Madrid* | 4       | –          | 1975, 1976, 2003, 2023.                         |
| R. S. D. Alcalá                          | 3       | 4          | 1983, 1989, 1996.                               |
| C. D. Azuqueca                           | 3       | 1          | 1985, 1988, 1991.                               |
| Rayo Vallecano                           | 3       | 1          | 1992, 2005, 2010.                               |
| Real Madrid Castilla                     | 3       | –          | 1990, 2004, 2007.                               |
| Rayo Majadahonda                         | 2       | 1          | 1993, 1994.                                     |
| Club Getafe Deportivo / Getafe C. F.**   | 2       | –          | 1977, 2009.                                     |
| Nottingham Forest F. C.                  | 2       | –          | 1980, 1981.                                     |
| C. D. San Fernando                       | 1       | 2          | 1978.                                           |
| D. A. V. Santa Ana                       | 1       | 1          | 1995.                                           |
| C. D. Marchamalo                         | 1       | 1          | 2021.                                           |
| Queens Park Rangers F. C.                | 1       | –          | 1979.                                           |
| U. D. Salamanca                          | 1       | –          | 1982.                                           |
| Valencia C. F.                           | 1       | –          | 1986.                                           |
| A. D. Parla                              | 1       | –          | 1987.                                           |
| Cádiz C. F.                              | 1       | –          | 1997.                                           |
| C. P. Mérida                             | 1       | –          | 1998.                                           |
| Real Oviedo                              | 1       | –          | 2000.                                           |
| C. D. Numancia                           | 1       | –          | 2002.                                           |
| Real Valladolid                          | 1       | –          | 2008.                                           |
| C. D. Leganés                            | 1       | –          | 2017.                                           |

(*) Al ser el Atlético de Madrid y el Atlético Madrileño, actual Atlético de Madrid "B", la misma sede social, se les ha sumado los trofeos conseguido por ambos.
(**) Al Getafe Club de Fútbol se le ha sumado el trofeo conseguido por su antecesor, el Club Getafe Deportivo.